# Cuartel de Loyola
El cuartel de Loyola es un recinto militar enclavado en el centro de San Sebastián, Guipúzcoa. Instalado en el barrio de Loyola, en la ribera del río Urumea, próximo a la montaña de Ametzagaina, entre los puentes Urdinzuko y Esparchoko. Es el cuartel más importante de las Fuerzas Armadas y del Ejército de Tierra en la provincia guipuzcoana.

## Historia
A principios del siglo XX, el castillo de Urgulleco no reunía las condiciones necesarias para el acuartelamiento de las unidades de tropas y mandos militares de la ciudad de San Sebastián. El Ayuntamiento de San Sebastián compró de manos de un particular los terrenos de Loyola, destinados a nuevos equipamientos militares para la protección militar de la provincia.
En 1920 comenzaron las obras, que terminaron el 22 de febrero de 1926 con la inauguración de los primeros 170.000 metros cuadrados.
Entre el 24 y el 28 de julio de 1936, el cuartel fue testigo de importantes movimientos de tropas durante la Guerra civil española, iniciada unos días antes mediante el Golpe de Estado de julio de 1936 en Guipúzcoa.
A lo largo de toda su historia, el Cuartel de Loyola sirve como acuartelamiento de unidades de la fuerza terrestre, así como de sede del órgano central de la Defensa, apoyado por Fuerzas y Cuerpos de Seguridad del Estado, el Centro Nacional de Inteligencia (CNI) y unidades en tránsito, tanto de la OTAN como nacionales.